# Julio Ariel Rodríguez
Julio Ariel Rodríguez (La Emilia, Provincia de Buenos Aires, 3 de noviembre de 1967) es un baloncestista profesional argentino retirado. Disputó 19 temporadas consecutivas en la Liga Nacional de Básquet, actuando en 808 partidos en los que anotó un total de 16.252 puntos, lo que lo convierte en el segundo máximo goleador histórico del certamen, sólo superado por Héctor Campana. Su especialidad era el tiro de dos puntos, habiendo encestado 5095 dobles (con una efectividad del 58%) a lo largo de su carrera en la LNB. Ningún otro jugador de la LNB hasta la fecha ha roto su marca en ese rubro. 
Fue también jugador de la selección de básquetbol de Argentina, llegando a participar, entre otros torneos, del Campeonato Mundial de Baloncesto de 1990.
Es padre de Matías Rodríguez y Nicolás Rodríguez, ambos jugadores de baloncesto competitivo.

## Trayectoria
Rodríguez aprendió a jugar al baloncesto en el club La Emilia, donde también jugaba al fútbol. A sus 14 años, siendo un adolescente con una altura superior a 1.90 metros, fue reclutado por un entrenador del club Comunicaciones de la ciudad de Pergamino. No tardó en integrar el seleccionado juvenil de la ciudad que disputaba los torneos interasociaciones de la Federación de Básquetbol de la Provincia de Buenos Aires, compartiendo el plantel con otra futura estrella del baloncesto argentino como Esteban Pérez. 
En 1985 se incorporó a Gimnasia y Esgrima de Pergamino, donde comenzó a jugar con el equipo de mayores. Fue miembro de la selección de Buenos Aires que se impuso en el Campeonato Argentino de Básquet de 1986. En 1987 hizo su debut en la LNB, jugando para Pacífico de Bahía Blanca. Las siguientes temporadas las pasaría entre Bahía Blanca, Pergamino y Capital Federal. En 1994 fue fichado por Regatas de San Nicolás, club con el que disputaría siete temporadas convirtiéndose en un jugador emblemático del equipo y en un ídolo para los aficionados.
En 2001 se pasó a las filas de Belgrano de San Nicolás, el clásico rival de Regatas, algo que fastidió a muchos de los seguidores del equipo. Allí actuó durante las siguientes tres temporadas. En su último año como profesional vistió la camiseta de Argentino de Junín.
Un año después de su retiro estuvo a punto de volver a jugar para Regatas de San Nicolás en el Torneo Nacional de Ascenso, pero la presión que le impusieron los barras bravas lo hicieron desistir.

### Clubes
| Club                            | País      | Año         |
| ------------------------------- | --------- | ----------- |
| Gimnasia y Esgrima de Pergamino | Argentina | 1985 - 1986 |
| Pacífico                        | Argentina | 1987 - 1988 |
| Gimnasia y Esgrima de Pergamino | Argentina | 1989 - 1990 |
| Olimpo                          | Argentina | 1990 - 1992 |
| Boca Juniors                    | Argentina | 1992 - 1993 |
| Gimnasia y Esgrima de Pergamino | Argentina | 1993 - 1994 |
| Regatas de San Nicolás          | Argentina | 1994 - 2001 |
| Belgrano de San Nicolás         | Argentina | 2001 - 2004 |
| Argentino de Junín              | Argentina | 2004 - 2005 |

## Selección nacional
Rodríguez debutó en la selección de básquetbol de Argentina en 1987, siendo parte del plantel que ese año participó de los Juegos Panamericanos de Indianápolis.
Integró también el equipo que terminó como subcampeón en el Campeonato Sudamericano de Baloncesto de 1989 y el que terminó octavo en el Torneo de las Américas de 1989. 
En 1990 fue parte de la escuadra nacional que jugó como local en el Campeonato Mundial de Baloncesto. Su mejor actuación en ese certamen ocurrió durante el partido de la segunda fase contra Australia, ya que marcaría 24 puntos en lo que sería una ajustada derrota por 91-95. 